# Carlos Bacca
Carlos Arturo Bacca Ahumada (Barranquilla, 8 de setembro de 1986) é um futebolista colombiano que atua como atacante. Atualmente está no Junior de Barranquilla.

## Carreira
O jogador colombiano é um caso raro no futebol moderno, não tendo formação em nenhuma equipe profissional, sendo que aos 20 anos de idade trabalhava em uma construção civil. Começou a jogar futebol apenas aos 21 anos de idade, obtendo êxito.

### Sevilla
No Sevilla chegou na temporada 2013/14 sendo uma das principais apostas do clube para aquele ano e recebeu a camisa de número 9. Logo no seu primeiro ano emplacou o titulo da Liga Europa 2013/14 sendo um dos destaques da equipe e marcando 14 gols no Campeonato Espanhol. 
Começou 2014/15 com uma derrota no clássico contra o Real madrid pela Supercopa da Europa. Isso não desanimou nem Bacca nem o Sevilla, que conquistaram a liga europa pela 2ª vez consecutiva e a quarta na historia do clube maior campeão da liga europa. Bacca foi fundamental e fizeram um bom campeonato espanhol terminando na 5 posição. O atacante marcou 20 vezes nesta competição. Jogou 108 jogos e marcou 50 gols em duas temporadas.

### Milan
No dia 27 de Junho de 2015, foi contratado pelo AC Milan, por 30 milhões de euros (120 milhões de reais). Ele usa a camisa 70. 
Na temporada 2015-16, marcou 20 gols em 43 jogos.

### Villarreal
Em 16 de agosto, assinou por empréstimo com o Villarreal.
Terminou sua passagem pelo submarino amarelo com 43 gols, 12 assistências em 146 partidas.

### Granada
Em 13 de julho de 2021, o clube espanhol Granada assinou com Bacca como agente livre, tornando-se sua primeira contratação para a nova temporada.
Bacca termina sua passagem pelo Granada com 19 partidas, sendo apenas seis como titular, e um gol marcado.

### Retorno ao Atlético Junior
Em 12 de julho de 2022, Bacca retornou ao Atlético Junior com um contrato de dois anos.

## Títulos
Junior Barranquilla
- Campeonato Colombiano: Apertura 2010, Finalización 2011, Finalización 2023

Sevilla
- Liga Europa da UEFA: 2013–14, 2014–15

Milan
- Supercopa da Itália: 2016

Villarreal
- Liga Europa: 2020–21

### Títulos individuais
- Jogador do mês do Campeonato Belga: setembro de 2012
- Melhor Jogador do Campeonato Belga de 2012–13[5]
- Melhor jogador americano da La Liga de 2013–14[6]
- Equipe ideal da Liga Europa da UEFA de 2014–15[7]
- Jogador do mês da La Liga: abril de 2018
- 82º melhor jogador do ano de 2016 (Marca)[8]

### Artilharias
- Campeonato Colombiano – Segunda Divisão de 2008 (14 gols)
- Copa da Colômbia de 2009 (11 gols)
- Campeonato Colombiano Apertura 2010  (12 gols)
- Copa da Colômbia de 2011 (8 gols)
- Campeonato Colombiano Finalización 2011 (12 gols)
- Campeonato Belga de 2012–13 (25 gols)
- Campeonato Colombiano Finalización 2023 (18 gols)